# Émile Veinante
Émile Veinante (Metz, 12 de juny de 1907 - Dury (Somme), 18 de novembre de 1983) fou un futbolista francès de la dècada de 1930.
Fou 24 cops internacional amb la selecció francesa de futbol, amb la qual disputà els Mundials de 1930, 1934 i 1938. Pel que fa a clubs, defensà els colors del FC Metz, quan el club pertanyia a territori alemany. El 1929 fitxà pel Racing Club de Paris, on jugà fins 1940, i guanyà la lliga i la copa l'any 1936.
Durant les dècades de 1940 i 1950 fou entrenador de diversos clubs francesos com RC Paris, Racing Club de Strasbourg, OGC Nice, FC Metz o FC Nantes.